# 花ゲリラ
花ゲリラ（はなゲリラ）とは、土のある場所にゲリラ的に行われる花の種蒔き、苗植え等の行動またはそれを行っている人を指す。花テロリストとも。

## 概要
「空き地」「河川沿い」「公園」「手入れのされていない花壇やプランター」等、土のある場所に種蒔き、苗等を植える行為、またはそれを行っている人を指す。2006年にイギリスのゲリラ・ガーデニングがNHKによって紹介され、2008年に同名の映画が製作されたことによって行為が一般にも知られるようになった。
基本的に丈夫で育成に手間がかからず花が咲く観賞用植物またはハーブ等が使用されることが多く種蒔き後の植物の成長は自然に任せた状態である。種を蒔くだけという行為の手軽さと相まって実行する人が増えている。